# イールビス-E
「イールビス-E」（ロシア語: «И́рбис-Э»）は、ロシア連邦で開発された航空機用のパッシブ・フェーズドアレイ・レーダー(PESA)である。国内向けの基本型N035 「イールビス」（Н035 «И́рбис»）の派生型で、「E」は「輸出型」（экспортный）を意味している。 V・V・チホミーロフ記念機器製作科学研究所（NIIP）が開発を担当した。国内向けの「イールビス」はSu-35SとSu-27SM2に搭載されるが、「イールビス-E」は主に輸出向けの Su-35 への搭載が予定されている。名称は、ロシア語で「ユキヒョウ」を意味する。

## 開発
イールビス-Eの開発は2004年に始まり、2007年には試作品をSu-30MK2 No.503をテストベッド機に搭載して試験飛行が開始された。アクティベーションを含む最初の試験は2007年初めにグロモフ飛行研究所で行われ、レーダーは空対地モードで良好に機能した。この試験の過程において空対空、空対艦、空対地（グランドマッピング、ドップラーシャープニング及び合成開口）モードでクラッタ環境において、バルスより性能が向上していることが確認された。2007年には最初のSu-35に第2試作機が搭載され、2008年にはSu-35-2にも搭載された。2012年には試験において400km先の目標を検出した。出荷は2014年より開始された。2016年には中国向けのSu-35に搭載される改善型のイールビス-Eの作業が完了した。

## 設計
「イールビス-E」はSu-30MKI/MKM/MKA に搭載されるN011M バルスを大幅に改良した、8-12GHzの周波数帯を使用するXバンド・レーダーで、1772個のヒ化ガリウム製発振素子を持つ。レーダー素子面直径は90cmで、これがアジマスとロール方向に動く2段油圧首振り機構付きの台座に据えられている。電波発振の指向のみだと上下左右各60度の捜査範囲を持ち、さらに首振り機構を合わせることで左右方向には各120度の走査角を発揮する。
イールビスはバルスのハイブリッドフェーズドアレイアンテナを維持しつつ、受信機のチャンネル数を3から4に増やしている。一方で雑音指数は3.5デシベルで若干悪くなっている。最大の変化は新型の電波送信機アリーヴァの搭載である。アリーヴァは導波管を容量10kwのEGSP-27チェルノーク2型×2基にしたことで、平均5kw、最大20kw照準時の連続波2kw以上という高性能を発揮できた。NIIPはこれによりバルスと比べ周波数アジリティが改善され、2倍の帯域幅を獲得、ECCM能力も高まったと主張している。
セントラルコンピュータにはソロ-35.01デジタル・シグナル・プロセッサとソロ-35.02データ・プロセッサが導入され、同時交戦能力も大幅に強化されている。空対空では30目標同時追尾・8目標同時交戦（セミアクティブ・レーダー・ホーミング誘導方式のミサイル使用時は2目標まで）、地上目標なら4目標同時追尾・2目標同時交戦が可能なほかグランド・マップ機能を使用しつつ空中の2目標の探知が可能である。なお、受信機のハードウェア、主発振器、エキサイターはバルスと共通である。また、ステルス機などの低RCS目標を捕捉できる性能を有しており、レーダー反射断面積（RCS）が3 m2程度の標準的な目標で350-400km、0.01m2程度のステルス目標や巡航ミサイルも90kmから探知可能である。寿命は12年でオーバーホール間隔は1,500時間、平均修理時間は30分以内である。